# قرحان (المخادر)

تعديل مصدري - تعديل

قرحان محلة تابعة لقرية سمحان، التابعة لعزلة السحول بمديرية المخادر إحدى مديريات محافظة إب في الجمهورية اليمنية، بلغ تعداد سكانها 95 حسب تعداد اليمن لعام 2004.